# Josef Lexa
Josef Lexa (* 11. února 1972, Varnsdorf) je bývalý český fotbalista, obránce. Po skončení aktivní kariéry působí jako trenér.

## Fotbalová kariéra
Hrál za FC Slovan Liberec. Celkem v české nejvyšší soutěži odehrál 175 utkání a dal 5 gólů. Pozičně výborný zadní stoper, dobrý hlavičkář, chyběla mu agresivita.[zdroj⁠?!]
Působil jako trenér mládeže v FC Slovan Liberec. V současnosti pracuje jako řidič autobusu a trénuje ženský tým Liberce. V lednu 2019 se stal členem liberecké Dvorany slávy.